# Янчевский, Марк Алексеевич
Марк Алексеевич Янчевский (род. 30 июня 1998, Магнитогорск, Челябинская область) — российский хоккеист, защитник.

## Биография
Воспитанник магнитогорского «Металлурга». С сезона 2014/15 — игрок команды МХЛ «Стальные лисы». В сезоне 2017/18 стал также выступать в ВХЛ за клуб «Зауралье». 17 октября 2017 года был обменян на денежную компенсацию в хабаровский «Амур». Сыграв два матча в МХЛ за команду «Амурские тигры», 24 ноября ноября вернулся обратно и продолжил играть в МХЛ и ВХЛ. В сезоне-2018/19 провёл 14 матчей в «Зауралье» и 46 — в «Стальных лисах». Следующий сезон провёл в ВХЛ. 7 мая 2020 года перешёл в «Нефтяник» Альметьевск. 25 августа 2021 года подписал двухлетний двусторонний контракт с «Ак Барсом». Провёл в сезоне 15 матчей в КХЛ и 5 матчей за «Барс» и 12 за «Нефтяник» Альметьевск в ВХЛ. В сезоне-2022/23 сыграл 16 матчей в КХЛ и 8 в ВХЛ за «Нефтяник». 15 июня 2023 года подписал однолетнее соглашение с «Адмиралом», за который сыграл 39 матчей. 11 июля 2024 года за 1 тысячу рублей вернулся в «Ак Барс», сезон-2024/25 отыграл в «Нефтянике».